# Theotima pura
Theotima pura is een spinnensoort uit de familie Ochyroceratidae. De soort komt voor in Mexico.